# Eurytoma pyrrhocera
Eurytoma pyrrhocera är en stekelart som beskrevs av Crawford 1911. Eurytoma pyrrhocera ingår i släktet Eurytoma och familjen kragglanssteklar. Inga underarter finns listade i Catalogue of Life.